# Mercado São Sebastião (Vitória)
El Mercado São Sebastião es un edificio localizado en la ciudad de Vitória, capital del estado brasileño de Espírito Santo.

## Historia
El edificio fue construido en el barrio Jucutuquara en la primera mitad del siglo XX y abierto al público en 1949, época que la capital capixaba pasaba por grandes transformaciones urbanísticas y prosperidad económica. Proyectado en estilo neocolonial por Olympio Brasiliense, el edificio se hube equipado a la altivez arquitetónica de grandes ciudades de la época como São Paulo y Río de Janeiro. Es el único mercado municipal que funcionó en otra área que no fuera el centro de la capital.
El 2010 pasó por una reforma para que pudiera funcionar como un Centro de Referencia de la Artesanía Capixaba. Dos años después de la apertura fue cerrado debido a problemas estructurales y hasta el momento se encuentra cerrado.